# 蚵女
《蚵女》（英語：Oyster Girl）是一部1964年上映的臺灣電影，由趙琦彬、鄭昌博編劇，李嘉、李行導演。王莫愁主演，該部電影是臺灣中影公司首部自力拍攝的彩色寬銀幕電影，也是臺灣健康寫實電影類型的代表作。 該片獲1964年第11屆亞洲影展最佳劇情片，其電影以臺灣西部沿海牡蠣養殖業漁村為背景，講述一名蚵女奉養老父弱弟，以及其本人戀愛、結婚、生子等的坎坷人生。

## 劇情大綱
位於臺灣西部海岸的水寮鄉，一名養蚵的女孩阿蘭與漁夫金水相互傾心。然而，阿蘭的父親酗酒賭博，卻欠了不少債務。村裡的不良青年阿火對阿蘭抱有不良意圖，而嫉妒的阿珠也因此給阿蘭製造麻煩。
為了推動地方發展，明順努力改良蚵仔，並鼓勵熱心的蘇醫生參選鄉長，最終成功當選。金水歸來後與阿蘭重聚，計劃迎娶她。但阿蘭的父親卻要求高額的聘金，金水不得不再次出海賺錢。阿蘭懷孕了，引發村民討論，最後她選擇到好友阿娟的姑姑家待產。金水回家後，阿蘭因難產接受了及時輸血，母子平安。
在鄉公所的努力下，蚵民的生活得到了顯著改善，金水決定留在故鄉，與阿蘭一起生活。

## 演員
- 王莫愁 飾 阿蘭
- 武家麒 飾 金水
- 高幸枝 飾 阿珠
- 蔣娉 飾 阿娟
- 丁強 飾 明順
- 歐威 飾 阿火[2]
- 魏蘇 飾 蘇醫生
- 葛香亭 飾 阿蘭的父親
- 徐小華
- 葛小寶
- 唐菁
- 潘潔漪
- 徐一工
- 金超白
- 陳名就
- 謝素珠
- 李至善
- 劉明哲
- 盧贊飛
- 唐美麗
- 耿娟娟
- 潘琪
- 林雪容
- 施茵茵

## 製作

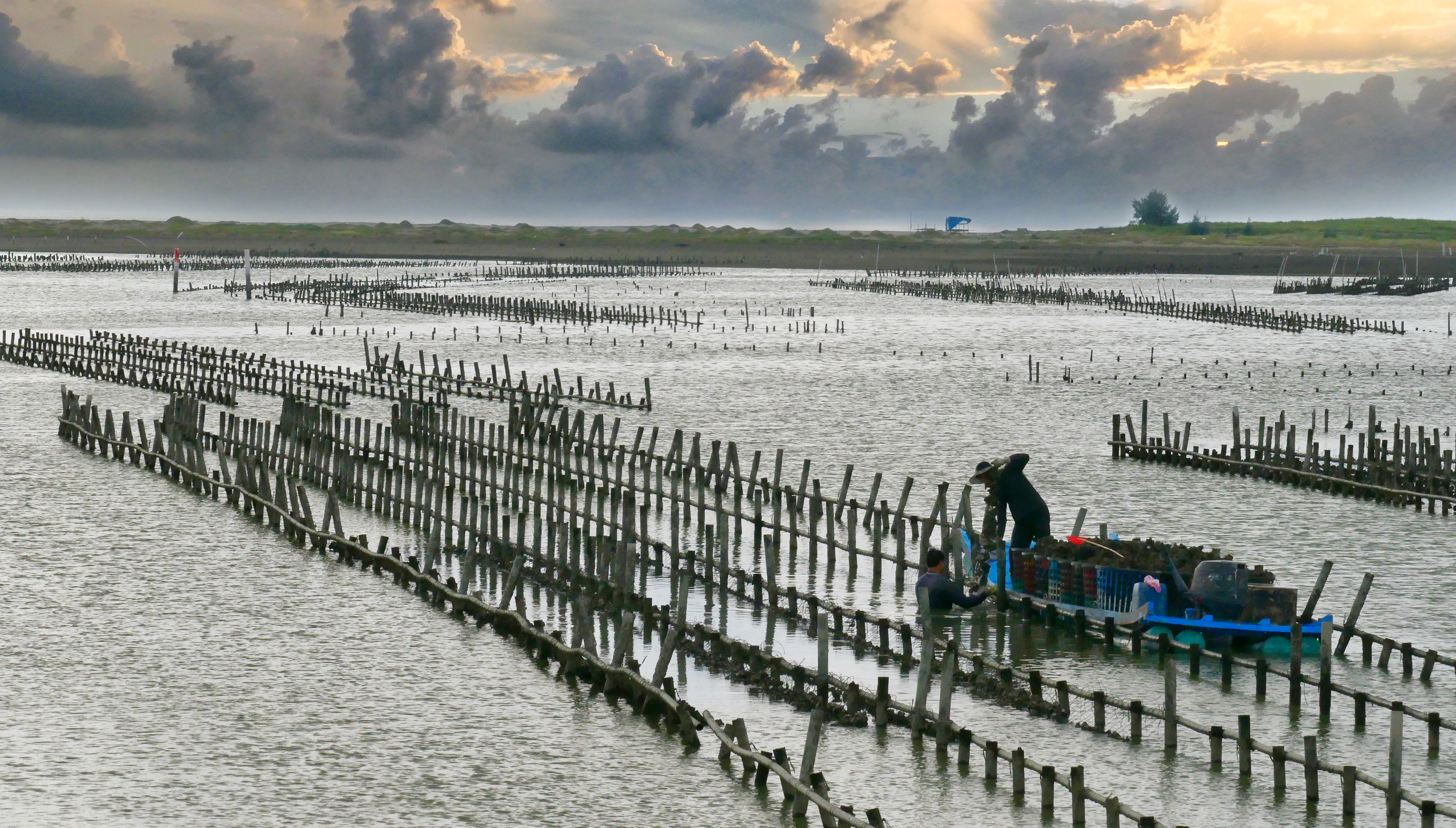
養蚵業即成構成本電影最主要的靈感來源。

《蚵女》是台灣首部自製的彩色寬銀幕電影，同時也是中國影業公司在「健康寫實電影」製片路線的首部作品。這部電影標誌著臺灣電影製作的一項重要里程碑，代表了當地電影人在彩色電影和寬銀幕技術上的自主嘗試。1963年，中影總經理龔弘在任內積極推行「健康是教化、寫實是鄉村」的製片方針，聚焦於農村和漁村等底層社會階層的題材，以強調人物性格的光明面和社會正向的力量。為了實現這一目標，龔弘在經過多方探討與討論後，透過兩部題材近似的義大利新寫實主義電影《河孃淚》（1954年）及西班牙電影《海女》、以及臺灣省電影製片廠的祁和熙拍攝的鹿港漁村養蚵紀錄片取得靈感。隨後於隔天與工作人員前往臺灣西部海岸的蚵村進行實地勘景，確立《蚵女》的籌備工作。
電影的攝影工作由華慧英擔任。龔弘曾建議引入外籍攝影師以避免可能的失誤，華慧英則選擇獨立承擔此任務，同時參與電影的「彩色設計」工作。女主角人選，則聘請了因參演同年《海灣風雲》而知名的王莫愁擔任阿蘭的角色。導演方面，龔弘曾透過李嘉邀請了林福地擔任《蚵女》的導演。然而，林福地婉拒了這項邀請。林福地在事後曾回憶道，當時中影雖然資源豐富，但拍攝數量較少而限制他的拍片機會。他認為這使得他無法在持續拍攝過程中自由地嘗試新主題、新方法和新視角，從而決定不加入中影。
《蚵女》於1963年9月進入拍攝準備工作，該片於1963年10月16日舉行開拍記者會，其拍攝地點選擇在彰化縣鹿港鎮三鹽哨附近開拍，後轉赴鹿港水上口警察官吏派出所、瑞濱海水浴場、嘉義縣東石鄉、臺南縣布袋鄉、高雄縣茄萣鄉等地進行拍攝作業。10月23日劇組在當地招募了大量臨時演員，每人每天薪資三十元。為拍攝收蚵的壯觀場面，劇組分為十二組進行，每組配備十二輛蚵車，每輛車上有三至四名男女蚵農，總共動員了超過五百名人員，華慧英以大型升降機搭載35mm Mitchell NC攝影機進行拍攝。此外，劇組在12月時租用了高升飛機以拍攝空中俯瞰鏡頭。該片殺青後，排訂於1964年2月春節期間上映。電影海報由陳子福繪製。
音樂部分，《蚵女》選用了恆春民謠《思想起》改編的樂曲作為片頭、片尾及配樂。在當時的背景下，在國語片中使用台灣本地民謠屬於罕見的做法。
在電影的最初劇本安排，王莫愁飾演的女主角在未婚情況下懷孕並前往鄉村生產。由於王莫愁在劇中扮演的是未婚角色，而當時社會對未婚懷孕的態度較為保守，這一情節引發了中影內部高層的不滿。為此，電影的結局經過調整，儘管未婚懷孕的情節仍被保留，但在結尾部分加入了一段情節：醫生建議男主角武家麒與女主角結婚，以避免他們的孩子成為私生子。

### 製作團隊
- 導演：李行[18]、李嘉
- 編劇：趙琦彬、劉昌博
- 佈景裝置：徐岳生
- 策劃：周旭江、楊澄
- 製片人：龔弘
- 製片助理：楊樵、胡成鼎、段凌
- 攝影：華慧英
- 攝影助理：林文錦、林鴻鐘
- 錄音：葉庭樾
- 錄音助理：林焜圻、洪瑞庭
- 剪輯：陳洪民
- 劇務：康承祖
- 場務：石守勤
- 道具：林啟瑞、徐岳生、林啟瑞
- 燈光：李亞東、張世芬
- 燈光助理：吳鑄、甄復興
- 化粧：葛香亭、周玲子
- 服裝：王宗全
- 美術設計：鄒志良
- 音樂：駱明道
- 作曲：駱明道
- 作詞：盛寶麗

## 票房
《蚵女》上映後收入達201萬新臺幣。

## 獎項
| 年份           | 獲提名   | 獎項     | 結果 |
| -------------- | -------- | -------- | ---- |
| 第11屆亞洲影展 | 《蚵女》 | 最佳影片 | 獲獎 |

## 外部連結
- 《蚵女》在中影電影版權的資料 （页面存档备份，存于）
- 互联网电影数据库（IMDb）上《蚵女》的资料（英文）
- 香港影庫上《蚵女》的資料（繁體中文）
- 蚵女 （页面存档备份，存于）在豆瓣电影的資料